# Ni tú ni nadie (canción de Fey)
«Ni tú ni nadie» es una canción y el primer sencillo del álbum El color de los sueños de la cantante mexicana Fey. Fue lanzado el 5 de octubre de 1998.

## Información de la canción
Después de la promoción de Tierna la noche, se edita un nuevo álbum con el cual se espera conseguir superar al anterior publicándose El color de los sueños  donde se desprende este tema como primer sencillo. Rápidamente el tema se colo en los primeros lugares radiales de Latinoamérica y con moderado éxito en España. 

## Videoclip
Para la promoción del sencillo, se editó un video para este. Inicialmente se ve a Fey actuando como un títere, luego interpreta la canción en un desierto, fondo de cielo y finalmente fondo verde, aludiendo los colores de la portada del disco.
«Ni tú ni nadie» fue grabado en las playas de San Andrés (Colombia) y las calles de Puerto Rico bajo la dirección de Alejandro González y se estrenó en noviembre de 1998. Existen dos versiones de este videoclip, la primera contiene fuego en la ciudad mientras Fey camina sola por las calles y más tarde en la escena de fondo de cielo se puede ver a Fey completa no solo desde la cintura, esta versión (que ya no se encuentra más que en internet) no le gusto mucho ni a Sony Music ni a la misma cantante y por eso tuvo que editarse una segunda que es la que se vio en todos los canales de música.

## Desempeño y promoción
«Ni tú ni nadie» tuvo una dura promoción, aprovechando la temporada de verano en Sudamérica. Fey hizo la primera presentación de la canción en Argentina, puesto que ahí se publicó el álbum, al igual que varias presentaciones de TV en Chile y Argentina, como en su país natal. También la interpretó en su gira llamada "Tour de los sueños".
A pesar de tener una melodía lenta lo cual no era costumbre como en sus anteriores singles, Fey logró obtener buenos resultados con esta canción llevándola al Billboard latino con su máxima posición, la 10.

## Versiones
La canción tuvo buena recepción en Chile. A causa de esto se editó una edición chilena para el sencillo donde se hizo una versión de Ni tú ni nadie en balada.

## Curiosidades
- La actriz y también cantante Laura Flores fue la primera en cantar el tema en su álbum Cuando el amor estalla (1991), que contó con el mismo productor de este sencillo, J.R. Florez. Según Fey, Florez nunca le dijo que Laura Flores hizo la canción anteriormente. Ni tú ni nadie no tuvo éxito en la voz de Laura Flores y es el primer cover de Fey.
- La versión de Laura Flores es una mezcla del dance y la balada con una letra juvenil. La versión de Fey en cuestión de letra es madura a comparación de la otra cantante. J.R. Florez cambio la letra para Fey, ya que el concepto del álbum era desterrar la imagen infantil de Fey, mostrando madurez en todas las letras del disco.
- El programa TopTen de la televisora mexicana TV Azteca (especializado en rankings semanales en la república mexicana) debutó el 27 de febrero de 1999 donde la canción alcanzó el primer lugar, siendo Ni tú ni nadie el primer uno del programa.[6]

## Lista de canciones
| Sencillo en CD |                                   |                |          |  |
| N.º            | Título                            | Escritor(es)   | Duración |  |
| 1.             | «Ni tú ni nadie»                  | Mario Ablanedo | 4:25     |  |
| 2.             | «Ni tú ni nadie (Versión balada)» | Mario Ablanedo | 4:48     |  |

## Listas semanales (1998 - 1999)
| Chart (1998)                | Posición más alta |
| --------------------------- | ----------------- |
| Argentina Top 100           | 1                 |
| Charts Bolivia              | 1                 |
| Chile Singles Charts        | 1                 |
| Colombia Singles Charts     | 1                 |
| México TopTen               | 1                 |
| Perú Disco "A"              | 1                 |
| Venezuela Top 100           | 1                 |
| Billboard Hot Latin Tracks  | 22                |
| Billboard Latin Pop Airplay | 10                |